# عنف أسري في باكستان
يعتبر العنف الأسري في باكستان مشكلة اجتماعية متوطنة. وفقًا لدراسة أجرتها منظمة هيومن رايتس ووتش في عام 2009، يعاني تقريبًا ما بين 70% و90% من نساء باكستان من سوء المُعاملة. ويُقتل ما يقدر بنحو 5000 امرأة سنويًا نتيجة العنف الأسري، مع وجود آلاف آخرين من حالات التشويه والإعاقة. كما أن الغالبية العُظمى من ضحايا العنف ليس لديها ملاذ قانوني. ولا تنظر سلطات تنفيذ القانون إلى العنف الأسري باعتباره جريمة وعادةً ما يرفضون قيد وتسجيل أي حالة تأتي إليهم. ونظرًا لقلة عدد مراكز إيواء النساء في الدولة، فإن قدرة الضحايا على الهرب من العنف الأسري تكون محدودة.

## أنواع العنف
يتم سنويًا قتل ما يقدر بنحو 5000 امرأة نتيجة العنف الأسري، مع وجود آلاف آخرين من المشوهين والمعوقين. تصف ليزا الحجار وهي أستاذ مساعد في جامعة كاليفورنيا العنف ضد المرأة الباكستانية بأنه «متوطن في كافة المستويات الاجتماعية». كما نُشرت دراسة رصد وملاحظة في مجلة باكستان للعلوم الطبية قائمة على عينة «ملائمة» من 218 امرأة من أقسام النساء في ثلاث مستشفيات، حيث قال 97% من النساء اللاتي تمت مُقابلتهن أنهن كانوا ضحايا لبعض أشكال الاعتداء بداية من الإساءة اللفظية أو التهديد إلى الضرب أو الجنس بدون رضا.
كما تصف الأمم المتحدة وفيات المهر باعتبارها أحد أشكال العنف الأسري. فغالبًا ما تتعرض النساء للاعتداء والقتل إذا رأى أصهارهن أن مهورهن غير كافية. وقد تم على نطاق واسع رصد وجود أنواع من العنف تتراوح بين العنف المتعلق بالمهر وإحراق العروس والمعروف كذلك باسم "وفيات الفرن"., وأظهر استطلاع للرأي عام 1988 مقتل 800 امرأة بنفس الطريقة، وفي عام 1989 ارتفع العدد ليصبح 1100، وفي 1990 توقف العدد عند 1800 تقريبًا. وفقًا لاتحاد المرأة التقدمي، تمثل هذه الاعتداءات مشكلة متنامية، وفي عام 1994 خلال اليوم الدولي للمرأة، تم إعلان انضمام العديد من المنظمات غير الحكومية لرفع الوعي بهذه المسألة. كما ذكرت الصحف في لاهور أنه خلال ستة أشهر عام (1997) كان متوسط عدد الاعتداءات 15 حالة شهريًا. وأفادت صحيفة ومينز إي نيوز أنه تم الاعتداء على 4000 امرأة بنفس الطريقة في محيط إسلام أباد على مدار ثماني سنوات، وكان متوسط الفئة العمرية للضحايا يتراوح بين 18 و35 عامًا، مع ما يُقدر بـ30% حامل وقت الوفاة. أفادت لجنة حقوق الإنسان في باكستان، أن حوالي أربع نساء يُقتلن على هذا النحو يوميًا، إما عن طريق أفراد الأسرة أو الزوج. قالت [شاهيناز بُخاري، عن تلك الاعتداءات وهي مديرة اتحاد المرأة التقدمي في إسلام أباد،: "أما باكستان فهي موطن المواقد الممسوسة التي لا تحرق سوى ربات البيوت الشابات، وخاصة أعضاؤهن التناسلية، أو من خلال النظر في تواتر تلك الحوادث يظهر أن هناك نموذجًا سوداويًا يُظهر أن هؤلاء النساء ضحايا القتل العمد.”
وقد جذبت جرائم الاعتداء بالأحماض الحارقة في باكستان الانتباه الدولي بعد إصدار يرمين عبيد شينوي لفيلم وثائقي يحمل اسم حفظ الوجه (2012). وتصرح شاهيناز بخاريف أن غالبية هذه الاعتداءات تحدث في فصل الصيف عندما يستخدم الحامض على نطاق واسع في نقع بذور مُعينة لحثها على الإنبات. وهناك أسباب مختلفة لتلك الاعتداءات، منها أن ملابس المرأة غير لائقة أو رفضت طلبًا بالزواج. وقد وقعت أول حالة معروفة للاعتداء بالحامض في باكستان الشرقية عام 1967. وفقًا لما ذكرته مؤسسة الناجين من الأحماض، فإن عدد الاعتداءات بالحمض يصل إلى 150 حالة سنويًا. أفادت المؤسسة أن تلك الاعتداءات غالبًا ما تكون نتيجة تصاعدية للعنف الأسري، والإناث هم الغالبية العظمى من الضحايا.

## العوامل
يرتبط العنف الأُسري في باكستان بعدة عوامل مختلفة. ويعتبر الفقر والأمية والمحظورات الاجتماعية هي الأسباب الرئيسية للعنف الأسري في البلاد."Poverty, illiteracy termed causes of domestic violence". Dawn. 3 مارس 2006. مؤرشف من الأصل في 2013-11-01. اطلع عليه بتاريخ 2012-09-06.</ref> كما أن قلة الوعي بحقوق المرأة وقلة الدعم الحكومي سببان آخران للعنف الأسري. وهناك عامل آخر أدى إلى زيادة العنف الأسري وهو التمدد الحضري. نظرًا لانتقال الناس من القرى وتزايد حالات العيش بعيدًا عن العائلة الممتدة، تقل احتمالية منع الاعتداءات نتيجة لتدخل باقي أفراد الأسرة، الذين كانوا في الماضي كثيرًا ما يتدخلون لفض النزاعات الداخلية. وهناك سبب آخر للإساءة، وهو النظام الأبوي في المجتمع المحافظ الذي يهمش دور المرأة. وفي المجتمعات المحافظة يعتبر الرجل أن لديه الحق في ضرب زوجته. وفقًا لرحيل ناردوس «هناك ثابتان مزدوجان راسخان لا ينفصلان، وهما أن المرأة هي ملكية خاصة للرجل وهي حاملة شرف العائلة، قد مهدا الطريق لإجازة العنف ثقافيًا». وقد أبلغت النساء عن اعتداءات بداية من المادية إلى النفسية والاعتداءات الجنسية من أفراد الأسرة والأصهار. من عام 1974 إلى 1998 أفادت التقارير أن الغالبية العظمي لضحايا القتل، قتلهم أما باقي أفراد الأسرة أو الأصهار. واحتلت باكستان في الدراسة الاستقصائية التي أجرتها مؤسسة تومسون رويترز المركز الثالث كأخطر دولة في العالم على المرأة بعد أفغانستان وجمهورية الكونغو الديمقراطية تلتها الهند والصومال.

## الاستجابة السياسية
أصدرت الحكومة الباكستانية عام 1976 تشريعات بشأن المهور وهدايا الزفاف في محاولة للقضاء على العرف السائد في تلك القضايا، ولكن بسبب المعايير الثقافية والاجتماعية إلى جانب عدم فاعلية الحكومة، استمرت حالات القتل بسبب عدم كفاية المهور. في عام 1999 رفض مجلس الشيوخ الباكستاني قرارًا بإدانة قتل النساء من أجل شرف العائلة. وفي العام التالي، تحديدًا في 21 أبريل 2000، أعلن زعيم الحكومة الوطنية برويز مشرف أن القتل باسم الشرف «مدان بشدة» من قبل الحكومة وسيتم التعامل معه على أنه جريمة قتل. كما أسست وزارة تنمية المرأة عشرة مراكز لمعالجة الأزمات، ولمساعدة ضحايا العنف الأسري ورفع مستوى وعي الشعب بهذه المسألة. فضلاً عن ذلك، فقد أقر مجلس الشيوخ عام 2011 مشروع قانون لمراقبة الأحماض ومنع جرائمها في سبيل قمع الاعتداءات بالأحماض في البلاد، كما أقر أيضًا مشروع قانون يمنع ممارسة العنف ضد المرأة.
في عام 2009 اقترحت ياسمين رحمن من حزب الشعب الباكستاني مشروع قانون للحماية من العنف الأسري. وقد تم إقراره في الجمعية الوطنية ولكن لم يتم إقراره في المرحلة التالية من الغرفة الثانية للبرلمان، في مجلس الشيوخ، خلال المدة المحددة. اعترض مجلس العقيدة الإسلامية على مشروع القانون، قائلا في النموذج الحالي سيؤدي إلى زيادة حالات الطلاق إلى جانب أن مشروع القانون يعتبر النساء والأطفال هم فقط ضحايا العنف الأسري وتجاهل الرجال كبار السن والضعفاء. فقد قال المجلس أن العقوبات التي اقترحها مشروع القانون هذا سنتها القوانين الأخرى، وأضاف أن عدم تنفيذ هذه القوانين هو السبب في زيادة العنف الأسري. وبعد إقرار التعديل الثامن عشر للدستور أصبح مشروع القانون هذا قضية إقليمية. وأعيد طرح المشروع مرة اأخرى عام 2012 ولكنه دخل طريقًا مسدودًا بالبرلمان نتيجة المعارضة القوية من تيار اليمين الديني. وقد تعهد ممثلو المنظمات الإسلامية بمناهضة مشروع القانون المقترح بوصفه «معاديًا للإسلام» واصفين إيه بأنه محاولة لتعزيز «القيم الثقافية الغربية» في باكستان. وطلبوا إعادة النظر في مشروع القانون قبل موافقة البرلمان عليه. وتم إقرار المشروع ولكن فقط لإقليم العاصمة إسلام آباد."Domestic Violence (Prevention and Protection) Act, 2012". Senate of Pakistan. 20 فبراير 2012. مؤرشف من الأصل (PDF) في 2020-08-12. اطلع عليه بتاريخ 2012-07-29.</ref>